# البهائية في بوليفيا
بدأت الديانة البهائية في بوليفيا بالإشارة إلى البلاد في الأدبيات البهائية منذ عام 1916. وكان أول بهائي يصل إلى بوليفيا في عام 1940، وذلك مع بدء وصول الرواد البهائيين المنسّقين، وهم أشخاص اختاروا الانتقال إلى بلدان مختلفة بهدف نشر الدين، قادمين من الولايات المتحدة. وفي العام نفسه، اعتنق أول بوليفي الديانة البهائية. تتم انتخاب أول محفل روحي بهائي محلي في لاباز عام 1945. وفي عام 1956 انضم أول بوليفي من السكان الأصليين رسميًا إلى الدين، وسرعان ما بدأ ينتشر على نطاق واسع بين أبناء الشعوب الأصلية في بوليفيا. انتخبت الجماعة جمعية روحية وطنية مستقلة في عام 1961. بحلول عام 1963 كان هناك المئات من الجمعيات المحلية. الديانة البهائية هي حاليًا أكبر أقلية دينية دولية في بوليفيا. أكبر عدد من البهائيين في أمريكا الجنوبية يوجد في بوليفيا، وهي دولة يُقدَّر أن يشكّل السكان الأصليون فيها ما بين 55% إلى 70% من إجمالي السكان، في حين يُشكّل الميستيثو (ذوو الأصول المختلطة) ما بين 30% إلى 42%. وقد قُدّر عدد البهائيين في بوليفيا بنحو 217,000 شخص في عام 2005، وذلك وفقًا لـجمعية أرشيف بيانات الأديان.

## ألواح عبد البهاء للخطة الإلهية
كتب عبد البهاء، ابن مؤسس الدين، سلسلة من الرسائل أو "الألواح" إلى أتباع الدين في الولايات المتحدة بين عامي 1916 و1917؛ وقد جُمعت هذه الرسائل في كتاب بعنوان ألواح الخطة الإلهية. وكان اللوح السادس أول من أشار إلى مناطق أمريكا اللاتينية، وقد كُتب في 8 أبريل 1916، إلا أن تقديمه في الولايات المتحدة تأخر حتى عام 1919 — بعد نهاية الحرب العالمية الأولى وجائحة الإنفلونزا الإسبانية. وقد تُرجم اللوح السادس وقُدّم من قبل ميرزا أحمد سهراب في 4 أبريل 1919، ونُشر في مجلة نجم الغرب بتاريخ 12 ديسمبر 1919.
يقول حضرة المسيح: "سافروا إلى الشرق والغرب من العالم وادعوا الناس إلى ملكوت الله." ... الجمهورية المكسيكية... لتكونوا على دراية باللغة الإسبانية... غواتيمالا، هندوراس، السلفادور، نيكاراغوا، كوستاريكا، بنما، والبلد السابع بليز... أولوا أهمية كبيرة للسكان الأصليين في أمريكا... وكذلك الجزر مثل... كوبا، هايتي، بورتو ريكو، جامايكا... جزر البهاما، وحتى جزيرة سان سلفادور... هايتي وسانتو دومينغو... جزر برمودا... جمهوريات قارة أمريكا الجنوبية — كولومبيا، الإكوادور، بيرو، البرازيل، غيانا، بوليفيا، تشيلي، الأرجنتين، أوروغواي، باراغواي، فنزويلا؛ وأيضًا الجزر الواقعة إلى الشمال والشرق والغرب من أمريكا الجنوبية، مثل جزر فوكلاند، الغالاباغوس، جزر خوان فرنانديز، ترينيداد وتوباغو...
وبعد نشر هذه الألواح ثم وفاة عبد البهاء في عام 1921، بدأ عدد قليل من البهائيين في الانتقال إلى أمريكا اللاتينية أو زيارتها على الأقل.

## المرحلة المبكرة
كتب شوقي أفندي، الذي تم تعيينه خليفة لعبد البهاء، برقية في الأول من مايو عام 1936 إلى المؤتمر البهائي السنوي للولايات المتحدة وكندا، وطلب البدء في التنفيذ المنهجي لرؤية عبد البهاء. وكتب في برقيته:
أناشد المندوبين المجتمعين أن يتأملوا في النداء التاريخي الذي أطلقه عبد البهاء في ألواح الخطة الإلهية. وأحث على إجراء مشاورات جادة مع الجمعية الوطنية القادمة لضمان تحقيق هذا النداء بالكامل. إن القرن الأول من العصر البهائي يوشك على نهايته، والبشرية تدخل أطراف المرحلة الأخطر في تاريخ وجودها. إن فرص هذه الساعة الحاضرة ثمينة بما لا يُتصوّر. ليت كل ولاية في الجمهورية الأمريكية، وكل جمهورية في قارة أمريكا، تحتضن نور دين بهاء الله قبل ختام هذا القرن المجيد، وتُرسّخ الأساس الهيكلي لنظامه العالمي.
عقب البرقية المرسلة في الأول من مايو، جاءت برقية أخرى من شوقي أفندي بتاريخ 19 مايو تدعو إلى إرسال الروّاد دائمين إلى جميع دول أمريكا اللاتينية. وقد قامت الجمعية الروحية الوطنية للبهائيين في الولايات المتحدة وكندا بتعيين لجنة "الأمريكتين" لتتولى مسؤولية التحضيرات. وخلال مؤتمر البهائيين في أمريكا الشمالية عام 1937، أرسل شوقي أفندي برقية ينصح فيها بتمديد المداولات لتمكين المندوبين والجمعية الوطنية من التشاور حول خطة تتيح للبهائيين السفر إلى أمريكا اللاتينية، إلى جانب تضمين الخطة إكمال الهيكل الخارجي لمشهد العبادة البهائي في ويلمِت، إلينوي. في عام 1937، تم إطلاق خطة السنوات السبع الأولى (1937–1944)، وهي خطة دولية للبهائيين وضعها شوقي أفندي، وهدفت إلى أن يعمل البهائيون الأمريكيون على نشر الدين البهائي في كل دولة من دول أمريكا اللاتينية. ومع انتشار البهائيين الأمريكيين في المنطقة، بدأت تتشكّل المجتمعات البهائية والجمعيات الروحية المحلية، وهي الوحدة الإدارية الأساسية في الدين، ابتداءً من عام 1938 في مختلف أنحاء أمريكا اللاتينية.
سافرت إحدى الرائدات البهائيات من لوس أنجلوس، واسمها إليانور أدلر، من ميناء نيو أورلينز على متن السفينة "إس إس سانتا مارتا" في 16 نوفمبر 1940، لتقوم بدور الريادة في بوليفيا من خلال الاستقرار في مدينة لاباز. واتخذت من بنسيون كويلار، 899، 6 دي أغوستا مقر إقامتها على الرغم من أنها لم تكن تتحدث الإسبانية في البداية. انضم مواطنو بوليفيا إلى الدين - وكان أولهم إيفون دي كويلار - على الرغم من أن أدلر غادر في مايو 1941 تقريبًا وولدت دي كويلار في فرنسا. على أية حال، عندما غادر أدلر كان هناك مجموعة من ثلاثة بهائيين بوليفيين حاضرين في لاباز.
وصلت الرائدة فلورا هوتر إلى بوليفيا في يونيو 1942. وفي أواخر عام 1943، انتقلت خامس بهائي في بوليفيا، وهي أول من نقل الدين إلى ما وراء مدينة لاباز، إلى مدينة تاريخا. كانت ماريا ليجيرون محامية ولها برنامج إذاعي أيضًا. تم انتخاب أول جمعية روحية محلية، الوحدة الإدارية المحلية للدين، في بوليفيا في عام 1945. في عام 1946 تم تعيين لجان ذات مسؤوليات إقليمية - وكانت بوليفيا وبيرو إحدى هذه المجموعات - وفي نفس الوقت وصلت جوين دي شولتيس كرائدة واستقرت في سوكري وانضم ثلاثة بوليفيين هناك إلى الدين في نفس العام.

## النمو
عُقد أول مؤتمر بهائي في أمريكا الجنوبية في بوينس آيرس، الأرجنتين، في نوفمبر 1946، وحضر المؤتمر دي كوييار من بوليفيا.
في عام 1947، تم إنجاز العديد من الترجمات أو كانت قيد التحضير بواسطة دي كوييار وزوجها، العقيد أرتروا كويلا إتشازو، بما في ذلك كتاب "الله يمر" و"أسس وحدة العالم". ومجموعة مختارة من مقتطفات من كتابات بهاء الله . وفي الوقت نفسه تم انتخاب أول جمعية في سوكري. بحلول ذلك الوقت كان شولتيس موجودًا في كوتشابامبا وكان البهائيون من سوكري يتنقلون إلى مدن أخرى مع الحفاظ على وضع الجمعية.
أقيم المؤتمر البهائي الثاني لأمريكا الجنوبية في سانتياغو، تشيلي، في يناير 1948 وكان دي كويلار المندوب الرسمي. أعلن المؤتمر عن تشكيل لجنة التعليم في أمريكا الجنوبية. وبالنظر إلى الوراء، كان الهدف المعلن لهذه اللجنة هو تسهيل انتقال التوازن في الأدوار من الإرشاد الأمريكي الشمالي والتعاون اللاتيني إلى الإرشاد اللاتيني والتعاون الأمريكي الشمالي. كان العملية قد بدأت بشكل جيد بحلول عام 1950 وكان من المقرر تنفيذها حوالي عام 1953. في مارس 1948، قام رئيس لجنة التعليم في أمريكا الجنوبية، إستيبان كاناليس من تشيلي، برحلة للتحدث في عدة دول. في بوليفيا، تحدث أمام جمهور يقدر بحوالي 80 شخصًا، وبقي 40 منهم لحضور الاستقبال بعد ذلك. في سبتمبر اقترحت لجنة التدريس إرسال رائدة من سانتياغو، تشيلي، إلى سوكري: روزي فودانوفيتش. في نفس الوقت، تم تقديم الترجمة الخاصة بكتاب God Passes By للمراجعة من قبل ناقد أدبي لتقييم قوة الترجمة. في ديسمبر 1949، ذهبت ماري بيندا كأول رائدة من بوليفيا، واختارت فنزويلا كهدف لها. في ديسمبر 1949، انعقد مؤتمر إقليمي في لاباز حول نشر الدين في بيرو وبوليفيا. في شهر سبتمبر أقيم معهد دراسي لذات الموضوع.
انتُخبت الجمعية الروحية البهائية الإقليمية لأمريكا الجنوبية في عام 1950. وفي مواجهة التغيرات في التنسيق بين البهائيين الأميركيين واللاتينيين، ضاعت جمعية سوكري في عام 1950، ثم أُعيد تشكيلها في عام 1951. في نفس الوقت، تم تنظيم احتفال بيوم الأديان العالمي في ربيع عام 1951 من قبل البهائيين في لاباز، حيث شارك في الاحتفال 60 شخصًا. في عام 1952، كان أرتورو، إيفون ودوروثي كامبل من المندوبين عن البهائيين في بوليفيا في مؤتمر إقليمي للأمم المتحدة حول المنظمات غير الحكومية. كانت سفينة ريزي صن شاين رائدة في مجالها، ووصلت إلى كوتشابامبا في 26 يناير 1955. في عام 1955، تم عقد المؤتمر الخامس للجمعية الوطنية الإقليمية للبهائيين في أمريكا الجنوبية في لاباز. قبل المؤتمر، تم تنظيم سلسلة من دروس الدراسة حول مواضيع مثل "مجيء العدالة الإلهية"، "اليوم الموعود قد جاء"، بالإضافة إلى مواضيع "الهنود في أمريكا الجنوبية" و"التضحية". في الواقع، بدأت ريزي سانشاين في تقديم دروس في اللغة الإنجليزية والدين في القرى الهندية القريبة من حيث كانت تعيش في كوتشابامبا بينما انتخب البهائيون هناك أول جمعية محلية وانتقل أحد الرواد إلى قرية هندية تدعى تشوكيساكا.
في عام 1957، تم تقسيم الجمعية الإقليمية إلى قسمين: أحدهما يشمل دول أمريكا الجنوبية الشمالية والشرقية مثل البرازيل، بيرو، كولومبيا، الإكوادور وفنزويلا، وكان مقرها في ليما، بيرو. أما القسم الآخر فيشمل دول أمريكا الجنوبية الغربية والجنوبية مثل الأرجنتين، تشيلي، أوروغواي، باراغواي وبوليفيا، وكان مقرها في بوينس آيرس، الأرجنتين. أشرف يد القضية علي محمد ورقا على انتخاب الجمعية في بوينس آيرس.
في عام 1961، شكل حوالي ألفين من الهنود الأيمارا في مئات من المناطق حوالي 100 جمعية محلية.

### الهنود
بحلول عام 1947، كان أعضاء الديانة البهائية قد تواصلوا في جميع أنحاء الأمريكتين مع شعوب ألاسكا وجرينلاند وكندا والولايات المتحدة والمكسيك وغواتيمالا والأرجنتين وبوليفيا وبيرو.
تمت الترجمات الأولى للأدب البهائي إلى اللغتين الأيمارا والكيتشوا من قبل الجمعية في لاباز في عام 1951.
كان موضوع التواصل مع السكان الهنود من بين المواضيع التي تمت مناقشتها في المؤتمر الخامس للجمعية الوطنية الإقليمية للبهائيين في أمريكا الجنوبية في عام 1955.
بدأ حجر الزاوية في عملية التواصل في 8 سبتمبر  1956 عندما دخل الهنود الأوائل في بوليفيا الدين رسميًا وانخرطوا على الفور في الدين مع الهنود الآخرين - وكانت اللحظة المميزة بالنسبة لهم عندما سُمح لهم بالدخول إلى الباب الأمامي للمركز البهائي. كانا أندريس وكارميلو جاكاكولو (جميع أعضاء قريتهم يحملون نفس اللقب) وبفضل جهودهما انتُخبت أول جمعية هندية في بوليفيا في عام 1957  في قرية فيلاكولو، وكان أندريس رئيسًا لها، وكان يتحدث لغة الأيمارا على الرغم من أن الموقع كان في فقر مدقع وكان الناس من البدو إلى حد ما.
وأدى هذا إلى شعور عام بالإثارة. خلال السنوات الأولى من الحملة العشرية، 1953-1963، بدأت التقارير تصل عن التحولات الكبيرة إلى الدين البهائي في أفريقيا (انظر الإيمان البهائي في أفريقيا ). ثم بدأت الأخبار تصل عن تحول أعداد كبيرة في بوليفيا، وبدأ شوقي أفندي في زيادة إصراره على تعليم المجموعات الأصلية. على سبيل المثال، في 26 مايو 1957، أرسل رسالة عبر سكرتيره إلى الجمعيات الوطنية الجديدة في أمريكا اللاتينية، في إشارة إلى "ألواح الخطة الإلهية" فيما يتعلق بالسكان الأصليين في الأمريكتين.
في ديسمبر 1957، أقيمت دورة خاصة عن الدين في كوتشابامبا، ودورة أخرى في لاباز في مارس 1958، لشعوب الهنود من منطقة هوانوني والتي تضمنت بعض الأشخاص الذين أرادوا السفر إلى مجموعات هندية أخرى لتقديم الدين هناك. كانت المدرسة التي أقيمت في لاباز تضم أندريس وعددًا من أقاربه، وبعض شعوب تشولا ( شعب أيمارا آخر) الذين حضروا المدرسة. انضمت أول بهائية تشولا، جوانا توبا، إلى الدين في 12 يوليو 1958، بعد بضعة أشهر من المدرسة. ومن بين الضيوف في المدرسة عضو مجلس الإدارة المساعد كاثرين ماكلولين، ورزي سانشاين. جلبت هذه المجموعة من طلاب المدرسة الدين إلى قرى بوتوسي وهواناكوتا وشالابيتي وتحدث العديد منهم في البرامج الإذاعية المحلية أيضًا.
وقد خصص المؤتمر الثاني للجمعية الإقليمية، الذي عقد أيضًا في عام 1958، جزءًا كبيرًا من مشاورات المؤتمر للاحتياجات المعبر عنها بوضوح للبهائيين الهنود البوليفيين في رغبتهم العميقة في خدمة الدين كمقدمين متجولين للدين لإحضاره إلى الهنود الآخرين. وكانت إحدى النتائج هي دعوة الرواد للخدمة في المجتمعات الهندية.
كان عام 1959 عامًا شهد العديد من التطورات التي مهدت الطريق لموجة من الالتحاق بالدين. في عام 1957 طلب البهائيون في فيلاكولو من جمعيتهم الوطنية أن تقوم إحدى أيدي القضية بزيارة قريتهم. وقد خططت الجمعية لزيارة مسؤولين محليين أكثر، ولكن في 10 مايو 1959، قام يد القضية، الدكتور هيرمان جروسمان، بزيارة إلى القرية الهندية. في ذلك العام، تم انتخاب جمعية هندية ثانية، هذه المرة في قرية جانكاهويو، في مقاطعة بوتوسي  بفضل جهود إستانيسلاو ألفاريز، رئيس اللجنة الوطنية للتعليم الهندي، الذي قام برحلة إلى القرية للمساعدة في انتخاب الجمعية مع السيد كوستاس. قرر البهائيون في تلك القرية إرسال فرد إلى سانتياغو في تشيلي ليتعلم المزيد عن الدين ويعود كمعلم لهم بينما يعيش آخرون بمن فيهم أندريس بينهم لمدة عام. بعد ذلك وانتخابات الجمعية، عاد ألفاريز وكوستاس إلى المنطقة لمدة خمسة أشهر، حيث انضم إلى الدين مع أندريس أكثر من 30 عضوًا من المنطقة عبر 7 مواقع في مقاطعة بوتوسي. وفي شهر يوليو/تموز من ذلك العام، أقام مجتمع جانكوهوييو احتفالاً تذكارياً استمر طوال اليوم للباب في ذكرى إعدامه. وفي ديسمبر/كانون الأول 1959، أقيمت مدرسة بهائية للهنود البوليفيين في لاباز تحت رعاية اللجنة الوطنية للتعليم الهندي، وحضرها ثلاثون شخصًا. دورات حول حياة الشخصيات المركزية للباب، بهاء الله وعبد البهاء، وكذلك شوقي أفندي؛ حول مبادئ وقوانين الإيمان؛ وحول الطرق التي يدير بها البهائيون إدارتهم بما في ذلك فترة ممارسة التصويت للجمعية الروحية المحلية. ويُعتقد أنه في الربيع التالي في عام 1960 انضم أكثر من 1000 هندي إلى الديانة من حوالي 100 موقع. انعقد المؤتمر البهائي الهندي الأول في بوليفيا في أورورو في فبراير 1961، بمشاركة 116 هنديًا من ستة وأربعين منطقة مختلفة. وفي هذا الحدث انضم 22 شخصًا آخر إلى الدين. من أبريل 1960 إلى أبريل 1961 انضم ما لا يقل عن ثلاثة عشر مائة من الهنود الناطقين باللغة الأيمارا، في أكثر من مائة منطقة، إلى الدين وشكلوا أكثر من عشرين جمعية محلية. بعد مراقبة انتخابات الجمعية الوطنية في بوليفيا، بدأ يد القضية رحمة الله المهاجر في جولة بين الشعوب الهندية في بوليفيا. خلال جولته التي استمرت 40 يومًا، اقترب منه مئات البهائيين في قرية بعد قرية. وتبع ذلك رحلات قام بها أعضاء الجمعية الوطنية في شهر يوليو بين القرى الهندية. بحلول أبريل 1962، كان هناك زيادة قدرها أكثر من خمسة وعشرين مائة من البهائيين الهنود الإضافيين ومن خلال اتصالاتهم مع الإكوادور وبيرو وتشيلي، حيث تحول ما يقرب من مائتي هندي إلى الدين بين يناير وأبريل 1962، وهو ما يمثل أول تحولات على هذا النطاق في تلك المناطق، على الرغم من أن يد القضية أبو القاسم فيضي كان يحث على الحاجة إلى غرس فهم أعمق للدين.
في عام 1958 كان هناك جمعيتان روحيتان محليتان هنديتان بالكامل في أمريكا الجنوبية - هوانوني وفيلكولو - وبحلول عام 1963 كان هناك خمسة وعشرون جمعية من هذا القبيل في بوليفيا.

### صورة لتوزيع البهائيين في عام 1963
| إدارة بوتوسي                     | إدارة شوكيساكا                        | إدارة أورورو                   | إدارة كوتشابامبا      | إدارة لا باز                  |
| -------------------------------- | ------------------------------------- | ------------------------------ | --------------------- | ----------------------------- |
| محافظة ألونسو دي إيبانيز 14 / 32 | محافظة خايمي زودانيز 13 / 6           | محافظة لاديسلاو كابريرا 1 / 14 | نارسيسو كامبيرو 6 / 3 | محافظة أروما 0 / 5            |
| محافظة أنطونيو كيخارو 1 / 19     | محافظة أوروبيزا 14 / 16               | محافة بانتاليون ديلانس 5 / 7   | محافظة ميزكي 0 / 11   | محافظة أوماسيوس 2 /           |
| محافظة توماس فرايس 3 / 26        | محافظة خوانا أزوردوي دي باديلا 10 / 9 | محافظة إدواردو أباروا 3 / 21   | محافظة تاباكاري 1 / 2 | محافظة إنجافي 0 / 7           |
| محافظة بيرناردينو بيلباو 2 / 10  | محافظة بووبو 1 / 14                   |                                | محافظة إنكويزيفي      |                               |
| محافظة رافاييل بوستيلو 7 / 10    | محافظة يامبارايز 1 / 2                | محافظة كاركادو 1 / 1           | محافظة آركي 0 / 5     | محافظة إليدورو كاماتشو 0 / 11 |
| محافظة تشاركاس 4 / 16            |                                       | محافظة ساوكاري 0 / 1           |                       | محافظة لوايزا 0 / 1           |
| محافظة تشاينتا 1 / 6             |                                       |                                |                       | محافظة كابينوتا 0 / 3         |
| محافظة خوسيه ماريا ليناريس 1 / 0 |                                       |                                |                       |                               |

### المجتمع الوطني
في عام 1961 انتخبت كل دولة من دول الجمعية الإقليمية لجنوب أمريكا الجنوبية جمعيتها الروحية الوطنية الخاصة بها. تم انتخاب الجمعية الوطنية البوليفية - ممثلة لمجتمع أغلبيته من شعب الأيمارا  - (حسب الترتيب الأبجدي حسب اسم العائلة): إستانيسلاو ألفيريز، السكرتير المسجل، أثاس كوستاس، سابينو أورتيجا (أول معلم هندي)، أندريس جاكاكوفو (أول مؤمن هندي في بوليفيا)، نائب الرئيس، يولاندا دي لوبيز، السكرتير، دانييل موريسيو (مؤسس أول مدرسة بهائية)، مسعود خامسي، الرئيس، ألبرتو سالدياس، أمين الصندوق، وألبرتو روكابادو. وقد شهد الانتخابات يد الأمر رحمة الله المهاجر .
في عام 1961 كان ثمانية من أعضاء الجمعية الروحية المحلية في لاباز هم: هيرنان سارافيا، وجين خامسي، وإسحاق ماماني، وليسيل ويبستر، وإي. ألفاريز، وليفيا باربارو، ومورتي لانديفار، ومسعود خامسي. وأجرى أول زواج بهائي في بوليفيا في ذلك العام. في أكتوبر، أقيمت أول مدرسة بهائية وطنية في موقعها الدائم الجديد، وقضى الطلاب أغلب وقتهم في تطهير الأرض وزراعة المحاصيل وإعدادها للمباني الدائمة في قرية ميغيلا. بحلول صيف عام 1962 كان هناك ما يقرب من 4000 بهائي في 321 منطقة، مع اثنين وستين جمعية محلية  وكان يد القضية أبو القاسم فيضي يتجول في بوليفيا  حيث افتتح مدرسة لمعلمي الدين وحضر مؤتمرًا وطنيًا. تأسست المدرسة وافتتحت برئاسة أثوس كوستا. تم تقديم دورات في الجغرافيا والتاريخ والنظافة والصحة والكتابة بالإضافة إلى مواضيع البهائية مثل الوحي التدريجي وتاريخه وتعاليمه والإدارة على مدار ثلاثة أيام مدة كل منها 8 ساعات مع اختبار نهائي وترك الطلاب مع دفاتر ملاحظاتهم الخاصة.
في أبريل 1963، كان أعضاء الجمعيات الوطنية في العالم هم المندوبون لانتخاب أول بيت عدل عالمي ليكون رئيسًا للدين بعد وفاة شوقي أفندي. الأعضاء البوليفيون في الجمعية الوطنية في ذلك العام هم: استانيسلاو ألفاريز، وآثوس كوستاس، والسيدة كوستاس، ومسعود خمسي، ويولاندا دي لوبيز، وسابينو أورتيجا، وألبرتو سالدياس رييس، وألبرتو روكابادو، وأندريس جاتشاكولو تيكونا. بالإضافة إلى ذلك، خصصت صحيفة "إل دياريو" الوطنية في لاباز صفحة كاملة لـ"الذكرى المئوية للدين البهائي العالمي"، مع نص يغطي التاريخ والمبادئ والأهداف وقائمة البوليفيين المغادرين لحضور المؤتمر البهائي العالمي الأول. كانت هناك رسوم توضيحية لأربعة بيوت عبادة بهائية ومبنى الأرشيف الدولي في المركز البهائي العالمي. خلال ذلك المؤتمر، أقيم مؤتمر مماثل في بوليفيا في أورورو لإحياء ذكرى مرور مائة عام على أحداث حديقة ريدفان .

## الخطة التسعية ونمو البهائيين البوليفيين
خلال المؤتمر الوطني الذي عقد عام 1964 لانتخاب الجمعية الوطنية لم يصل سوى سبعة وعشرين مندوباً من أصل ثمانية وثلاثين بسبب الاضطرابات السياسية والعنف في بوليفيا. على أية حال، قدم يد القضية جلال خازه خطة السنوات التسع من بيت العدل الأعظم والتي ستغطي بعد ذلك الفترة من عام 1964 إلى عام 1973. وتضمنت الأهداف إنشاء 1200 مركز و600 جمعية، والحصول على الاعتراف بالأيام المقدسة، وترجمة الأدبيات ونشرها باللغات تشيريجوانو وسيريانو ويانويجيا وموكسوس وتوكانو وشيبايا، وإثراء الأدب باللغة الكيتشوا وتوسيع نطاق التعليم البهائي ليشمل أكبر عدد ممكن من الشباب والأطفال. ولوحظ أن معدل انضمام الأشخاص إلى هذا الدين قد تباطأ بشكل كبير في العام الماضي. تم الاعتراف بالدين في عام 1963 من قبل الحكومة  ولكن تم تسجيل الجمعية الوطنية قانونيًا في عام 1966.
وقد استقطب المؤتمر الوطني السنوي للبهائيين في أورورو حوالي أربعة وسبعين شخصًا، وقد حظي بتغطية صحفية وإذاعية. قام هوبر دنبار، الذي كان آنذاك عضوًا في مجلس المساعدة ثم عضوًا في بيت العدل الأعظم، بجولة في بوليفيا في عام 1964 مع البهائيين المحليين وأثوس كوستوس، عضو الجمعية الروحية الوطنية.
انضم أول البوليفيين الأفارقة إلى الدين في عام 1964. حضر المؤتمر الوطني للبهائيين في بوليفيا عام 1965 مندوبون وأصدقاء جاءوا من ثمانية من المقاطعات التسعة ("الإدارات") في بوليفيا. حضر يد القضية الدكتور مهاجر وعضو مجلس الإدارة المساعد أثاس كوستاس.
في عام 1966، عينت الجمعية الوطنية خمسة معاهد إقليمية تقع في مناطق مختلفة من البلاد والتي سيكون لها مديرها ومعلمها الخاص، وكلاهما يعيش بشكل دائم في المنطقة ويكرس كل وقته لنشر الدين. وكان من المقرر أن يكون الطلاب بمثابة معلمين للمعلمين - ليتم تعليمهم مساعدة الجمعيات المحلية في تعزيز الحياة البهائية، والقراءة والكتابة، وإنشاء فصول المدارس الابتدائية للأطفال والشباب في القرى المجاورة. أقامت المدرسة الوطنية البهائية في كوتشاباما دورة تدريبية لمدة ثلاثة أشهر بدأت في الأول من أغسطس، تناولت الانتخابات ووظيفة المجلس؛ والتعاليم البهائية؛ والأبجدية الإسبانية. اجتمعت الجمعية الروحية الوطنية في بوليفيا في 3 سبتمبر مع رئيس بوليفيا آنذاك، الجنرال رينيه باريينتوس أورتونو، الذي هنأ البهائيين على تفانيهم في التعليم. في شتاء عامي 1966 و1967، أصدرت وزارة الشؤون الهندية في بوليفيا رسالة دورية رسمية تنص على أنه بما أن أنشطة الدين "لا علاقة لها على الإطلاق بالسياسة"، فيجب منح البهائيين حرية التعبير وحرية التنقل وحرية العبادة. ومع ذلك، فإن الاضطرابات العامة في البلاد منعت تشكيل العديد من الجمعيات، على الرغم من تشكيل أول جمعية روحية محلية في بيني، على الحدود البرازيلية، وتاريخا، على الحدود الأرجنتينية. في صيف عام 1967، ذهب أثاس كوستاس، عضو مجلس المساعدة، والدكتور أولادي، ممثل الجمعية الروحية الوطنية، في رحلة في سيارة جيب مملوكة للبهائيين للقاء المسؤولين المحليين في المناطق المضطربة في عدة إدارات لتحديد الطبيعة غير السياسية للدين والتأييد الفيدرالي لحرية ممارسة الدين. تم توزيع نسخ من التسجيل الفيدرالي للدين باعتباره دينًا معترفًا به من قبل الحكومة من قبل وزارة العدل والهجرة منذ عام 1963 على الجمعيات المحلية في عام 1968.
كانت مدينة كوتشابامبا مركزًا لحدث مزدوج في صيف عام 1967. أولاً، تم عقد دورة تدريبية لمدة عشرة أيام في شهر يونيو في المدرسة البهائية الوطنية بهدف تدريب المعلمين الشباب في المناطق الريفية على التقنيات التي سيتم استخدامها في مراكز محو الأمية الثلاثين المقترحة التي سيتم إنشاؤها في بوليفيا. ثانياً، استقبل أول معرض عن الدين في بوليفيا خلال فترة خمسة أيام عدة آلاف من الزوار. وقد خططت الجمعية الوطنية لنقل المعرض في جولة إلى بوليفيا. كما حظيت هذه المناسبة بتغطية إذاعية وصحفية.
في شهر نوفمبر 1967، قامت يد القضية روحيه خانوم بجولة في بوليفيا لمدة ثمانية وعشرين يومًا. وتحدثت إلى مجموعة خاصة من المعلمين الشباب أثناء مشاركتهم في دورات دراسية في كوتشابامبا. حضرت احتفالية الأيام التسعة عشر في كوتشابامبا، وعرضت شرائح من رحلاتها. ألقت محاضرات عامة في لاباز وكوتشابامبا، ومحاضرتين غير مقررتين في الجمعية المسيحية النسائية، فضلاً عن بعض القرى التي رحبت بإقامتها فيها.
في أغسطس 1968، انعقد الاجتماع الأول لمجلس المستشارين القاري لأمريكا الجنوبية الذي تم تحديده حديثًا في كوتشابامبا، بوليفيا، وكان من بين الحضور يد القضية جالاه خازه وهوبر دنبار.
في عام 1969 كان هناك حوالي 208 جمعية محلية تضم 20 مدرسًا بوليفيًا بدوام كامل و70 إلى 100 مدرس قدموا فترات خدمة أقصر للتدريس. وكانت الخطة أن يقوم كل معلم، برفقة رائد، بزيارة 20 مجتمعًا كل شهر والعثور على آخرين يمكن تدريبهم على الخطوات العملية للإدارة. كانت المشكلة الخاصة هي أن السكان في الهضاب العليا كانوا من البدو الرحل إلى حد كبير، حيث كانوا يتنقلون لجمع وبيع الحصاد السنوي. كثير منهم غائبون أثناء الانتخابات التي يعقدها البهائيون في أبريل.
في سبتمبر 1969، أقيمت أول دورة دراسية في تاريخ بوليفيا للنساء الهنديات الريفيات تحت رعاية الجمعية الروحية المحلية في لاباز ولجنة التدريس الإقليمية في مقاطعة لاباز.
انتقل آل كويلار إلى الولايات المتحدة في عام 1969 للعيش بالقرب من ابنتهم. لخدمتها للدين السيدة أُطلق على كويلار لقب "الأم الروحية لبوليفيا". وفي ذلك العام أيضًا تم تعيين أندريس جاكاكوفو كعضو في مجلس الإدارة المساعد.
تحول أربعة وعشرون شابًا إلى الدين معًا في سانتا كروز دي لا سييرا، وهو موقع لم يشهد نشاطًا كبيرًا في التحول، في مارس 1970. في شهر يونيو، أمضى إينوك أولينغا، مؤسس منظمة Hand of the Cause، أسبوعين في جولة في بوليفيا. لقد ألقى مؤتمرات ذات حضور جيد في نادي أليمان في لاباز وفي الجامعة التقنية في أورورو بالإضافة إلى زيارة القرى في مقاطعات لاباز وكوتشابامبا ودرورا وبوتوسي وتشوكيساكا.
في شهر أغسطس، عادت يد القضية روحية خانوم إلى بوليفيا ممثلة بيت العدل الأعظم في مؤتمر قاري عقد في بوليفيا. حضر الاجتماع نحو 600 بهائي، بما في ذلك ستة مستشارين قاريين، وعشرات الأعضاء من مجلس الإدارة المساعد، و39 عضوًا من الجمعيات الوطنية من 19 دولة. وأعلن أن 30 ألف شخص انضموا إلى الدين منذ أبريل 1969 وحتى وقت المؤتمر من مختلف أنحاء أمريكا الجنوبية. وقد توجت التغطية الصحفية والإذاعية والتلفزيونية للمؤتمر بالاستقبال المفاجئ الذي قام به رئيس بوليفيا لنحو 350 بهائيًا في اليوم التالي للمؤتمر، حيث ذكر أنه زار حيفا ويعرف الأماكن المقدسة البهائية. بحلول عام 1971 أظهرت الآثار المترتبة على المؤتمر زيادة في التحولات إلى الدين بما في ذلك أول البهائيين في آخر قسم من البلاد لم يكن به بهائيون من قبل واعتناق قس مسيحي للدين والذي قاد مئات آخرين إلى هذا الدين - في المجموع بلغ عدد المتحولين حوالي 9000 بحلول مايو 1971 مع أكبر تركيز في منطقة سانتا كروز. وقد ارتفع هذا العدد إلى 11000 بحلول شهر يوليو. ظلت الحكومة المدنية المنقحة في عام 1971 داعمة للبهائيين مع السماح بعقد مؤتمر للشباب. في مواجهة الصعوبات المختلفة، سعى الرواد الذين استقروا في بيني إلى خدمة الشعور بالعدالة لدى الفقراء وضد الفوضى في الريف البعيد.

## مشاركة المجتمع الوطني
في عامي 1975 و1976 سافرت روحييه خانوم بالقارب عبر روافد نهر الأمازون في البرازيل إلى سلاسل الجبال العالية في بيرو وبوليفيا. تم زيارة ستة وثلاثين مجموعة قبلية على مدى ستة أشهر؛ وأطلق على الرحلة اسم رحلة الضوء الأخضر،  والتي تبعتها رحلة السفاري الأفريقية الكبرى. وقد تم تطوير مشاريع أيضًا من البعثة الأصلية - على خطى بعثة الضوء الأخضر  ودموع السحاب.
في أغسطس 1982، اجتمع نحو 1300 بهائي من 42 دولة في الإكوادور، وكان هذا التجمع الثاني من خمسة تجمعات من هذا النوع. حضر الاجتماع 13 مستشارًا قاريًا، وممثلون عن 24 من الجمعيات الروحية الوطنية الـ 29 في أمريكا اللاتينية ومنطقة البحر الكاريبي، وأعضاء من 21 قبيلة هندية من بوليفيا والبرازيل وكندا وتشيلي وكولومبيا والإكوادور وبنما وبيرو والولايات المتحدة وفنزويلا. أُقيمت المؤتمرات تخليدًا لذكرى بهية خانم، ابنة حضرة بهاء الله، بمناسبة الذكرى الخمسين لوفاتها. عانى أتباع الدين في بوليفيا مرة أخرى من المعارضة في مواقع مختلفة، سواء سياسية أو دينية، لذلك تم وضع الخطط لتكرار الاستئناف كما في السابق، هذه المرة إلى المحاكم المدنية حوالي عامي 1983 و1984.

## التنمية الاجتماعية/الاقتصادية
بعد فترة التسجيلات واسعة النطاق، خاصة في الستينيات، تباطأت وتيرة التحويل. ومع ذلك فإن التركيز على الخدمة من خلال التنمية الاجتماعية والاقتصادية بدأ يعمل في سياق النمو المستدام للدين. منذ نشأتها، كان للدين دور في التنمية الاجتماعية والاقتصادية بدءًا من منح المزيد من الحرية للنساء،  وترويج تعليم الإناث باعتباره أولوية، وغالبًا في بعض التعبيرات العملية مثل إنشاء المدارس والتعاونيات الزراعية والعيادات. وفي بوليفيا، أدت هذه الأولوية للتعليم إلى توسيع نطاق العمل السابق في برامج المدارس التعليمية في عام 1983 من خلال مشاركة منسقة بين الشعوب الأصلية من أمريكا الشمالية والجنوبية، ومشروع إذاعي بهائي، وجامعة بهائية ومشاريع أخرى. وفي أعقاب هذه المشاريع، تراجعت معدلات التحول إلى الدين، لكنها كانت أكثر استدامة.

### النظام الإقليمي لمعاهد التدريب
ومن خلال مبادرة من الجمعية الوطنية تم إنشاء مركز "ياشاي واسي" التعليمي البهائي في تشوكيساكا، قلب المنطقة الأصلية في بوليفيا ومركز منطقة السكان البهائيين. وكان الهدف الرئيسي منه تدريب المعلمين لحوالي مائة مدرسة تعليمية سيتم إنشاؤها في البلاد، وكثير منها في مقاطعتي تشوكيساكا وكوتشابامبا. في عام 1984 حصلت مدرسة واسي على منشأة دائمة  والتي تم توسيعها في عام 1985  عندما قامت برامج معهد روحي الأولى بتنسيق الشباب لمساعدة هذه المدارس التعليمية في البلاد. وقد أشاد نائب الرئيس آنذاك خوليو جاريت أيلون بهذا الجهد المستمر في مدارس التدريب الإقليمية عندما تلقى نسخة من وعد السلام العالمي، وهو بيان صادر عن بيت العدل الأعظم رد عليه أيلون بأنه يوافق على أن "السلام العالمي ليس ممكنًا فحسب بل لا مفر منه".

### درب النور
نشأت فكرة درب النور، المعروف أيضًا باسم "كامينو ديل سول"، أثناء الاستعدادات لإنشاء أول مجلس بهائي محلي في عام 1978 في أمريكا الشمالية. تم تعريفها في النهاية على أنها عملية يتفاعل فيها البهائيون الأصليون مع الشعوب الأصلية المتنوعة حول عدد من القضايا بما في ذلك نشر دينهم بالإضافة إلى تنظيم المجالس للشعب وتشجيع اكتشاف الروابط الثقافية المتبادلة بين الشعوب الأصلية. مع تزايد أهمية الجهود المبذولة بعد بضع سنوات  تم تطوير برنامج تدريب وتعميق لمدة ثلاثة أيام وخطط وفرق من البهائيين للسفر إلى مناطق مختلفة لنشر الدين بين الأمريكيين الأصليين. مثلت هذه الفرق من البهائيين الأصليين من ألاسكا وكندا والولايات المتحدة المتجاورة الـ 48 عشر قبائل تحت اسم درب النور. تشكلت فرق وانتقلت بين الشعوب الأصلية من أمريكا الشمالية إلى أمريكا الجنوبية. ثم واصل فريق درب النور رحلته عبر بوليفيا وتشيلي وبيرو وأخيرًا الإكوادور. ضم أعضاء الفريق ثلاثة بوليفيين - سابينو أورتيجا وكليمنتي بيمانتيل (هنود يتحدثون لغة الكيشوا)، وأندريس جاتشاكولو، أحد متحدثي لغة الأيمارا. في أحد الاجتماعات المبكرة، خصص أورتيجا بعض الوقت لتعليم الأعضاء رقصة كان يعرفها أثناء وجودهم في داكوتا الجنوبية، وخلال الدرس جاء الناس من خارج المبنى ليقولوا إن ثلاثة نسور كانت تحلق حول المبنى، وهو ما اعتبره الناس هناك علامة دينية مؤثرة.
في يوليو 1983 في لاباز، رحب رئيس بوليفيا بأعضاء درب النور في بوليفيا. وكان حاضرا أيضا اثنا عشر وزيرا من مختلف أنحاء البلاد، وكان بعضهم من السكان الأصليين. كما استقبل حاكم مقاطعة لاباز أيضًا أعضاء المسار في مكتبه، مؤكدًا أنه يتفق مع العديد من المبادئ البهائية. ومن بين الأحداث الرئيسية الأخرى التي قام بها الفريق في العاصمة برنامجان ثقافيان مدة كل منهما عشرون دقيقة على شبكة التلفزيون المملوكة للدولة، وتم بثهما فيما بعد على مستوى البلاد.
قام المشروع بزيارة بوليفيا وبيرو في عام 1988. قام فريق المسافرين بزيارة البهائيين بشكل فردي، والمدارس البهائية، وقدموا عروضًا عامة، وكانت هناك تغطية إخبارية صحفية وتلفزيونية للزيارة. وكان من بين المسافرين جاكلين ليفت هاند بول، المستشارة القارية آنذاك، وأعضاء الجمعية الوطنية الأمريكية باتريشيا لوك وكيفن لوك، إلى جانب البوليفيين إيلوي أنيلو، وأثوس كوستاس، وجوليان أوغارتي، وسابينو أورتيجا. كانت بعض الأنشطة التي تم تنفيذها هي رقصة "باو واو" "المدخل الكبير"، والأغاني والرقصات التي تمجد الخالق، ولغة الإشارة الهندية وأداء الملابس المزخرفة، والمحادثات التي تمجد إمبراطورية الإنكا، ورقصات أخرى لتكريم النساء ومختلف أساطير الشعوب ورقصة الطوق وعمل درب النور الذي كان يحاول نشره.

### الإذاعة البهائية
تطوّر البث الإذاعي البهائي في أواخر الستينيات في الإكوادور، وكان تمهيدًا للتطورات التي جرت في بوليفيا في الثمانينيات، وكل ذلك تم بتغذية راجعة منتظمة من مؤسسات ذات خبرة تعمل انطلاقًا من المركز البهائي العالمي بإشراف الدكتور ديفيد روهي، الذي كان حينها عضوًا في بيت العدل الأعظم. وشمل التطوير التركيز على جمع الموارد وتدريب الأفراد لدعم محطة إذاعية في المنطقة المحلية للمحطة. كما تم تطوير برامج إذاعية باللغات الكيشوا والأيمارا والإسبانية من خلال برنامج وطني للإنتاج والبث عام 1983 كمقدمة لافتتاح المحطة.
في يناير 1983، صدر مرسوم رئاسي خصص ترددًا إذاعيًا متوسط الموج للجمعية الروحية الوطنية للبهائيين في بوليفيا من أجل كاراكولو، بالقرب من أورورو، لتصبح "إذاعة البهائيين في بوليفيا". وقد جرى التخطيط لاكتمال بناء محطة AM بقدرة 1 كيلوواط ومعهد التعليم المرتبط بها في يناير 1984، وافتتاحها في النيروز، رأس السنة البهائية، في نفس العام الذي انطلقت فيه WLGI في الولايات المتحدة. وقد غطّت المحطة منطقة في بوليفيا وبيرو تضم أكثر من 400 محفل محلي. ورموز نداء المحطة هي CP-220. استخدمت المحطة أنظمة الطاقة البديلة بالإضافة إلى تكنولوجيا مناسبة مكّنتها، رغم انخفاض قوة البث، من تحقيق فعالية تماثل محطات ذات طاقة بث أعلى. ورموز نداء المحطة هي CP220 وهي لا تزال تبث حتى الآن.

### جامعة نور
في عام 1983، خطط البهائيون في بوليفيا لإنشاء جامعة في سانتا كروز مع برامج توسيع التعليم للمناطق الريفية. وقد حشد المشروع جهودًا كبيرة مع تطوير المؤسسات لمساعدة السكان الأصليين. تم إنشاء مؤسستين - FUNIDEAQ،  مؤسسة تنمية وتعليم شعوب الأيمارا والكيتشوا، وFUNDESIB،  مؤسسة التنمية المتكاملة في بوليفيا، من قبل الجمعية الوطنية في بوليفيا، وكان الأمل في أن تكون بمثابة بديل للبرامج الحكومية أو المحلية ذات الأساس السياسي والتي اعتبرها البهائيون أنها تروج للكراهية أو العنف، انظر FUNDAEC، لمنظمة مماثلة في كولومبيا، حيث تم استعارة بعض الإرشادات منها. كان أحد اهتماماتهم المبكرة هو تطوير جامعة نور  التي تأسست كمدرسة بهائية للتعليم الثانوي في أغسطس 1984 وبدأت عامها الدراسي الأول في أبريل 1985. حصلت جامعة نور على المرسوم الرئاسي رقم 20441 الذي سمح بتأسيسها كجامعة خاصة وبدأت في تقديم برامج البكالوريوس في عام 1985 وأصبحت أول كلية للدراسات العليا في بوليفيا في عام 1994. ابتداءً من عام 2000، حصلت الجامعة على جوائز ومنح، وفي عام 2001 تم تقييم نور على أنها "جامعة كاملة". في عام 2002 تم اختيارها كـ "مركز للتميز التعليمي" لمنطقة الأنديز: وهي مبادرة أطلقت في قمة الأمريكتين، بدعم من الوكالة الأمريكية للتنمية الدولية (USAID).

### آخرين
بعد جيل من انحسار النشاط البهائي في مقاطعة تشاكو، أعيد تأسيسه من خلال مؤسسة فونديسيب، التي واجهت بهائيين تذكروا النشاط من قبل ورحبوا بالتركيز الجديد خلال فترة من الضائقة الاقتصادية المتزايدة. كما عقدت مؤسسة FUNDESIB أول مؤتمر تنموي موجه للبهائيين في بوليفيا في نوفمبر 1987 والذي ضم ممثلين عن معظم المبادرات المذكورة أعلاه. وانضم البهائيون أيضًا إلى الطلب البوليفي للسنة الدولية للسلام لعام 1986. كان البهائيون الذين تخرجوا من المدارس المبكرة للدين يصبحون أحيانًا مدرسين في الموجة المتعاقبة من التطورات المدرسية. وفي مارس 1989، عقد مؤتمر وطني حول المرأة، وفي أماكن مختلفة عادت معدلات التحول إلى الدين لتصل إلى معدل الآلاف سنويًا.

## الأوضاع الحديثة
في عام 2002، ساعد البهائيون في قرية معزولة في إنشاء نظام مدرسي محلي. وكان الدين موجودًا منذ ثمانينيات القرن العشرين، وكان الشباب يرفضون المشاركة في الاحتفالات في المدارس باستخدام الكحول. وبعد ذلك، تحدى الشباب الأكبر سنا بشأن معدل استهلاك الكحول في المجتمع وطلبوا أن يتم تجميع الأموال لإنشاء مدرسة. تم توسيع الجهود لاحقًا عندما دخلت الجمعية في شراكة مع منظمات مدنية أخرى.
عُقد مؤتمر وطني للشباب البهائيين البوليفيين لأكثر من مائة شخص في عام 2006. تمت ترجمة الأدب البهائي إلى عدد من اللهجات الأصلية في بوليفيا قبل عام 2007. وقد لاحظت حكومة بوليفيا اضطهاد البهائيين في إيران في عام 2008.

### التركيبة السكانية
الديانة البهائية هي حاليًا أكبر أقلية دينية دولية في بوليفيا. يشكل السكان أكبر عدد من البهائيين في أمريكا الجنوبية. يُقدر إجمالي عدد سكان البلاد بحوالي 55% -70% من السكان الأصليين و30% -42% من المستيزو، مع تقدير عدد السكان البهائيين بحوالي 217000 نسمة في عام 2005 وفقًا لرابطة أرشيفات بيانات الدين.